# Assassinato Hello Kitty
O Assassinato Hello Kitty foi um caso no qual a recepcionista de uma casa noturna, em Hong Kong, foi sequestrada e torturada em um apartamento em Tsim Sha Tsui (bairro localizado na cidade de Kowloon), no ano de 1999. Ela morreu um mês depois de overdose, pelas mãos dos sequestradores. Foi decapitada e sua cabeça foi colocada dentro de uma boneca gigante da  Hello Kitty, originando o nome do caso.

## Caso

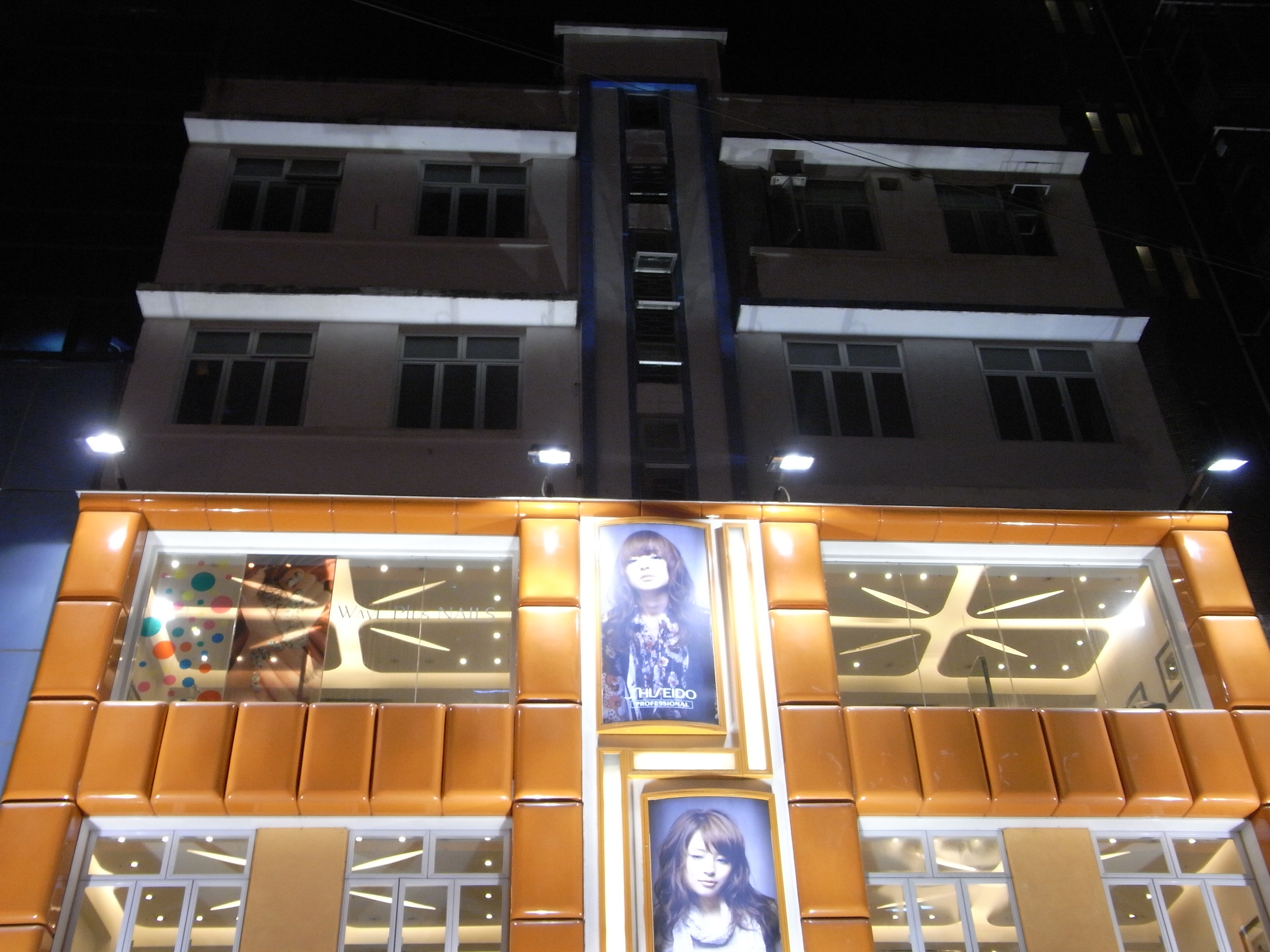
Estrada Grainville, nº 31, Tsim Sha Tsui.

Uma recepcionista de uma casa noturna chamada Fan Man-yee (23 anos), foi sequestrada por três homens: Chan Man-lok (34 anos), Leung Shing-cho (27 anos) e Leung Wai-lun (21 anos). Eles a levaram até um apartamento localizado na Estrada Grainville, número 31, onde aprisionaram-na. Eles a espancaram e a torturaram diariamente devido a uma dívida de HK$20,000 (aproximadamente R$5.000). O apartamento onde o crime ocorreu foi demolido em setembro de 2012.
Após um mês de aprisionamento e tortura ela foi morta, esquartejada e seu crânio colocado em uma boneca gigante da Hello Kitty. Os sequestradores descartaram a maioria das outras partes do corpo. Somente o crânio, um dente e alguns órgãos internos foram recuperados.
O crime foi exposto após a namorada de 14 anos de um dos sequestradores acabar relatando que estava tendo pesadelos fantasma de Fan.
O assassinato rapidamente virou uma história de grande repercussão na mídia.

## Julgamento
Os três homens foram condenados por homicídio, pois somente com as partes do corpo recuperadas não foi possível determinar exatamente como a vítima morreu. Eles permanecem presos.
O juiz Peter Nguyen, responsável por condenar o trio à prisão perpétua, disse "Nunca em Hong Kong o tribunal ouviu falar de um caso com tamanha crueldade, depravação, frieza, brutalidade e violência." O trio foi condenado por homicídio e cárcere privado por um júri do Tribunal de Primeira Instância após um julgamento de três semanas. Eles revelaram ser um dos casos mais macabros de todo o território.
Relatórios psiquiátricos referiram-se aos três, membros de uma gangue secreta, como "sem remorso". O júri determinou que os homens não tiveram a intenção de matar Fan man-yee, o que implicaria obrigatoriamente em prisão perpétua, mas sim que ela morreu como resultado de seus abusos. Eles não terão revisão da pena durante 20 anos.

## Referência cultural
A repercussão do caso resultou na produção e lançamento de filmes que abordam a história. Os títulos Human Pork Chop e There Is a Secret in My Soup foram lançados em 2001.
Um episódio da série Bones, "The Girl in the Mask", mostra a descoberta da cabeça de uma jovem japonesa dentro de uma máscara.